# 춤추는 대수사선 THE FINAL
《춤추는 대수사선 THE FINAL 새로운 희망》(일본어: 踊る大捜査線 THE FINAL 新たなる希望)은 일본에서 2012년 9월 7일에 개봉한 일본 영화이다.

## 개요
후지 TV 제작의 연속 TV 드라마 《춤추는 대수사선》의 극장판 제4작이며, 시리즈 최종작. 호칭은 ODF. 전작으로부터 2년만의 작품에 해당한다.
촬영은 2012년 1월 18일부터 4월 20일까지 행해졌다.
본작은 촬영 종료후 5월 16일에 서거한 코바야시 스스무의 유작이 된다.

## 등장 인물
완간경찰서
- 아오시마 슌사쿠 - 오다 유지
- 온다 스미레 - 후카츠 에리
- 마시타 마사요시 - 유스케 산타마리아
- 오가타 카오루 - 코모토 마사히로
- 시노하라 나츠미 - 우치다 유키
- 와쿠 신지로 - 이토 아츠시
- 쿠라야마 코지 - 카와노 나오키
- 타키토 켄이치
- 나카니시 슈 - 코바야시 스스무
- 모리시타 코지 - 토오야마 토시야
- 우오즈미 지로 - 사토이 켄타
- 쓰리 아미고스
- 칸다 소이치로 - 키타무라 소이치로
- 아키야마 하루미 - 사이토 사토루
- 하카마다 켄고 - 오노 타케히코

경시청 형사부
- 토리가이 세이이치 - 오구리 슌
- 코이케 시게루 - 코이즈미 코타로

경시청
- 무로이 신지 - 야나기바 토시로

범　인
- 쿠제 - 카토리 싱고 (SMAP)

## 스탭
- 감독 - 모토히로 카츠유키 (ROBOT)
- 각본 - 키미즈카 료이치
- 제작 - 후지 TV 존, INP
- 배급 - 도호